# 歙县
歙县（徽語休寧話發音：ɕia212ye33）在中华人民共和国安徽省东南部，是黄山市下属的一个县，位于皖南地区，属北亚热带季风气候。歙县自公元前221年秦始皇推行郡县制置县始，统领徽州数千年，为徽州首县，县人民政府駐徽城镇。1986年被授予国家历史文化名城称号。2006年被安徽省人民政府列为12个享有省辖市部分经济社会管理权限的试点县市之一。

## 历史沿革
秦代即置歙县，先后属会稽郡、丹阳郡、新安郡等。隋灭陈后，设歙州，治所在歙县。北宋徽宗时，平定方腊之乱后，将歙州改名为徽州。元设徽州路，明清时为徽州府。自隋至近代，歙县作为徽州首县，就一直是徽州地区的政治、经济和文化中心。1988年，原徽州地区撤地设市（黄山市），将歙县西部地区析置徽州区。

## 行政区划
歙县下辖15个镇、13个乡：
徽城镇、深渡镇、北岸镇、富堨镇、郑村镇、桂林镇、许村镇、溪头镇、杞梓里镇、霞坑镇、岔口镇、街口镇、王村镇、雄村镇、三阳镇、坑口乡、上丰乡、昌溪乡、武阳乡、金川乡、小川乡、新溪口乡、璜田乡、长陔乡、森村乡、绍濂乡、石门乡、狮石乡和歙县经济开发区。

## 人口
根據第七次人口普查數據，截至2020年11月1日零時，歙縣常住人口為362962人。

## 地理
歙县地处安徽省南部，毗邻浙江省。
歙县群山环抱，北部为黄山，东部为天目山，东南为白际山，中部为徽州盆地。最高峰为天目山清凉峰，海拔1787米。
全县均属新安江水系，有练江、渐江等支流。

## 交通
- 铁路：皖赣铁路歙县站、合福客运专线歙县北站。
- 公路：杭瑞高速公路、 233国道、 215省道、 324省道。
- 水路：新安江深渡镇以下可通航，直达浙江淳安千岛湖镇。

## 特产
歙县是徽墨、歙砚的主要产地。作為文房四寶，徽墨享有盛名，歙硯是與端硯齊名的四大名硯之一。
歙县还是黄山毛峰茶、徽州贡菊（黄山贡菊为中国地理标志产品）、黃山綠牡丹的主产地之一。

## 风景名胜

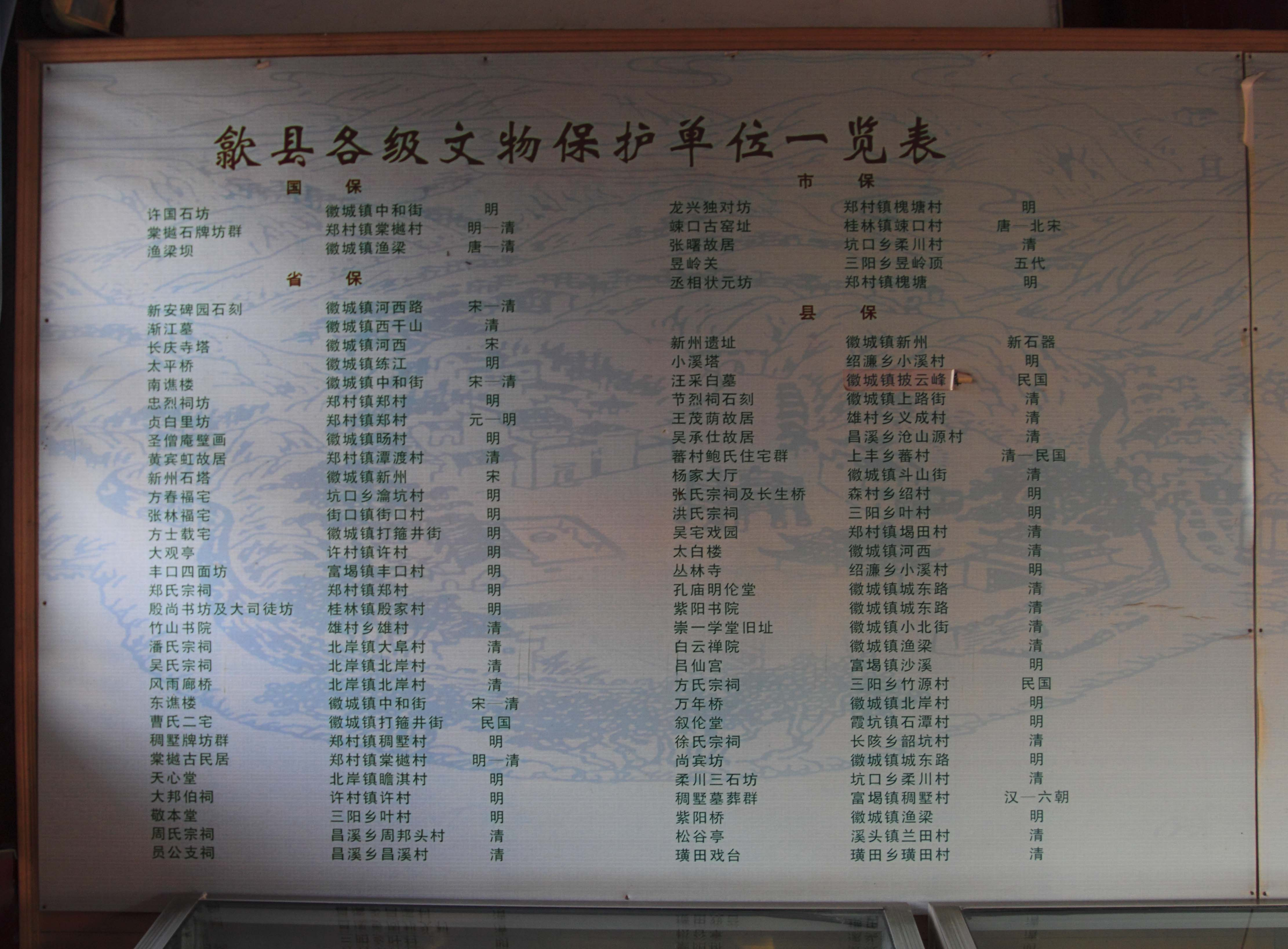
歙县各级文物保护单位一览表

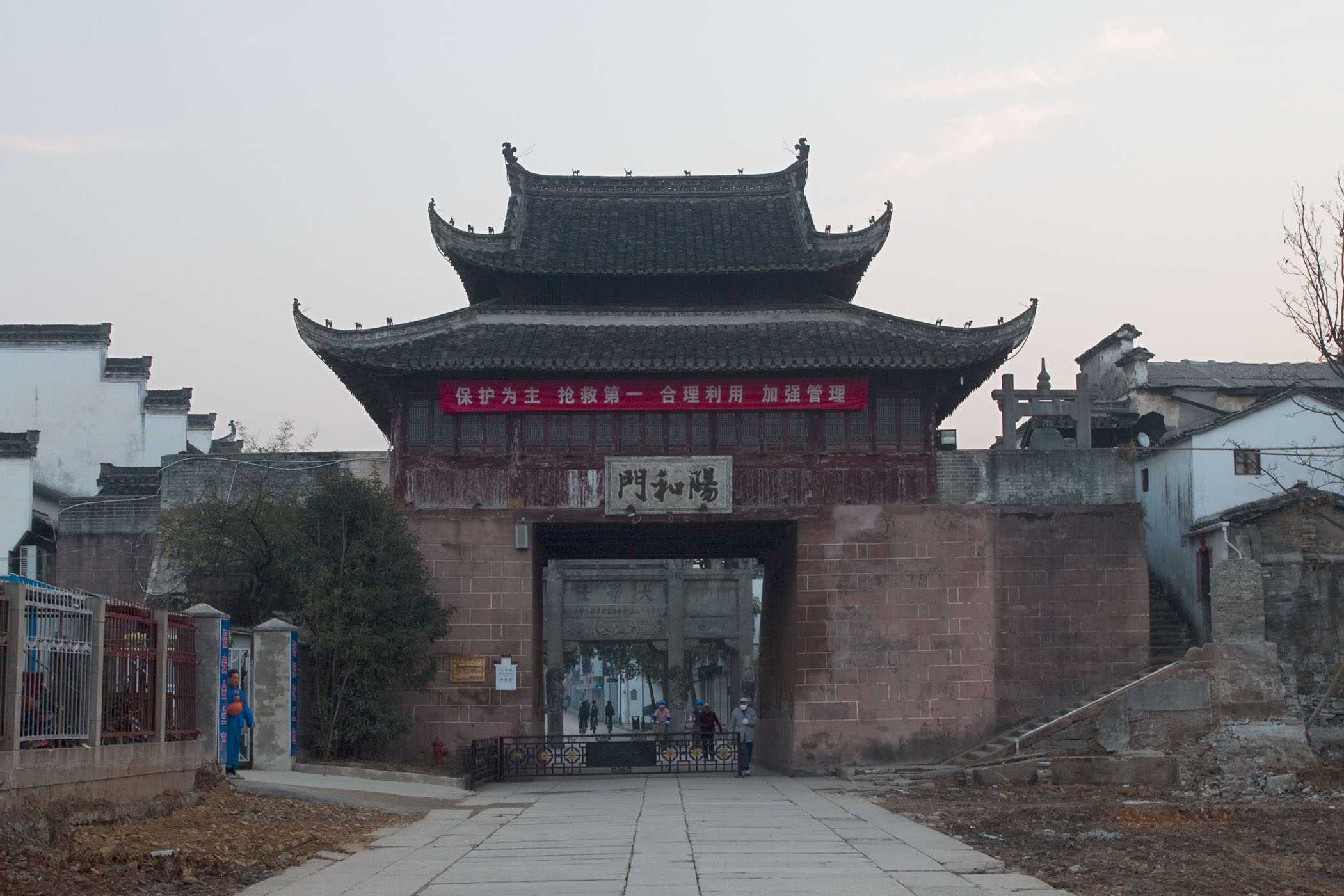
东谯楼

歙县是国家历史文化名城，有深厚的历史文化积淀，保留有众多文物古迹。现歙县的县城徽城镇就是原来的徽州府城。有两山横亘城中，将古城一分为二：东为古歙县附郭城，被群山环抱，状似半月；西为古徽州府城，面对练江，地势开阔。城郭为明代所建，目前仅存数座门楼和部分城墙。除县城，各古村如渔梁村、棠樾村、北岸村等遍布有大量历史街巷和古代建筑，其中民居、祠堂、牌坊被称作为徽州建筑三绝。徽州的民居选址注重风水，装饰精美且富有文化气息。祠堂和牌坊也各具特色。
在歙县境内的全国重点文物保护单位有22处：
- 徽城镇拥有许国石坊（3-102）、渔梁坝（5-319）、长庆寺塔（7-1043）、歙县太平桥（8-0310-3-113）、巴慰祖宅（8-0311-3-114）等5处；
- 郑村镇拥有棠樾石牌坊群（4-141）、郑村郑氏宗祠（6-574）、棠樾古民居（7-1054）、稠墅牌坊群（8-0308-3-111）4处；
- 许村镇拥有许村古建筑群（6-568，含大观亭、大邦伯祠等15个文物点）、歙县许氏宗祠（敦睦堂）（8-0312-3-115）等2处；
- 雄村乡拥有竹山书院（6-575）1处；
- 昌溪乡拥有员公支祠（7-1065）、昌溪周氏宗祠（7-1066）、昌溪太湖祠（8-0320-3-123）等3处；
- 三阳乡拥有叶村洪氏宗祠（敬本堂）（7-1049）、三阳洪氏宗祠（叙伦堂）（8-0303-3-106）等2处；
- 北岸镇拥有北岸吴氏宗祠（7-1064）、北岸廊桥（7-1067）、大阜潘氏宗祠（8-0318-3-121）等3处；
- 霞坑镇拥有石潭吴氏宗祠（8-0305-3-108）1处；
- 上丰乡拥有歙县鲍氏宗祠（8-0315-3-118）1处。

在歙县境内的安徽省文物保护单位有45处：
- 徽城镇的新州石塔（1-40）、方士载宅（1-49）、圣僧庵壁画（1-53）、新安碑园石刻（2-8）、渐江墓（2-49）、南谯楼（3-19）、东谯楼（5-73）、曹氏二宅（5-74）、紫阳桥（6-52）、万年桥（6-54）、徽州府衙（6-67）、王氏故宅（6-90）、尚宾坊（7-32）、徽州古城墙（8-59）、明伦堂与县学甲第坊（8-147）等15处
- 街口镇的张林福宅（1-46）；
- 坑口乡的方春福宅（1-47）、张曙故居（6-129）；
- 郑村镇的贞白里坊（1-50）、郑村忠烈坊（2-22）、黄宾虹故居（3-30）、大母堨（6-42）、槐塘双坊（6-62）、郑村和义堂（6-91）、旌孝坊（8-75）；
- 富堨镇的丰口四面坊（4-43）、郑氏世科坊（8-73）、仁里程氏宗祠（8-148）；
- 桂林镇的殷尚书坊及大司徒坊（4-44）、汪华墓（6-35）；
- 北岸镇的天心堂（5-77）；
- 三阳镇的昱岭关（6-39）；
- 昌溪乡的昌溪庙坦及水口（6-43）、吴承仕宅（6-93）；
- 雄村乡的雄村五石坊（6-92）；
- 璜田乡的蜈蚣岭梯田及大队部旧址（6-173）；
- 上丰乡的许氏叙伦堂（8-71）、宋氏德政堂与施政堂（8-87）、叶氏雍睦堂（8-89）；
- 许村镇的姚氏宗祠（8-72）、大夫第（8-76）、老方厅（8-146）
- 杞梓里镇的黄氏叙伦堂（8-74）、方氏敦本堂与爱敬堂（8-88）、柯氏宅（柯庆施故居，8-145）

而市级、县级的文物保护单位则更多。
除了丰富的文物古迹，歙县还有优美的自然风光，天目山和白际山群峰耸峙，新安江穿山而过，被誉为“山水画廊”。

## 中国传统村落
歙县一共有167个中国传统村落，数量位列全国县级第一。

## 历代名人
- 方臘： 北宋農民起義領袖
- 汪直： 明朝海商首領
- 金榜(清代狀元)
- 巴慰祖
- 王茂荫
- 曹素功
- 陶行知
- 江兆申